# Пафнутій Затвірник
Пафнутій Затвірник  (XIII ст., за іншими даними у XII ст.) — преподобний, Києво-Печерський подвижник.

## Життєпис
Підвизався преподобний Пафнутій в XIII, за іншими даними в XII ст. Про його життя дуже мало відомо.
Прийнявши іночество, невпинно плакав. Він завжди уявляв в своєму розумі той час, коли, при розлученні души з тілом, душу оточать ангели і духи злоби, покажуть людині справи добрі й злі, напам'ятають йому про його справи, його  думки і бажання, про те що він забув, і що не вважав за гріх. Тяжкий час для грішника, при розлученні його душі з тілом! Про це преподобний роздумував, плакав і все своє життя зітхав. Але " блажени плачущии, яко тии утешатся".
Пафнутій Затвірник дозволив себе замуровати в келії, він добровільно відрікся повністю від світу та його насолод. За звичаєм Печерської Лаври, затворникам щодня залишали в віконці стакан води і окраєць хліба. Це була денна норма. Якщо хліб і вода залишалася недоторканими, значить монах, який там живе, вже помер.
При своїй кончині преподобний побачив лики ангелів, які, прийнявши його душу, вознесли її на небо. Ім'я святого згадують в 8-й пісні канону: «Плачущих поминая блаженство, Пафнутие, всегда плакал еси, ныне же радостная наследив места, молися тамо и нам в кров безплачевный вселитися».

В акафісті всім Печерським преподобним про нього сказано:
|  | «Радуйся, Пафнутію, бо, пам’ятаючи час смертний, безперестанно плакав ти; радуйся, бо при кончині від ангелів утішання сподобився ти». |

.

## Мощі
Його нетлінні мощі зберігаються в Дальніх печерах, поряд з мощами Мойсея Чудотвореця, Іларіона Схимника та недалеко від підземної церкви Благовіщення Пресвятої Богородиці.

## Пам'ять
Його пам'ять вшановують  також зі всіма святими отцями Дальніх печер - 28 серпня/10 вересня і особливо 15/28 лютого.